# 清水行雄
清水 行雄（しみず ゆきお、1933年（昭和8年）8月21日 - 2005年（平成17年）12月3日）は、日本の政治家。大阪府東大阪市長。

## 来歴
大阪府出身。大阪商業大学高等学校卒。1967年、東大阪市議会議員に当選、4期務める。1982年、大阪府議会議員の補欠選挙に当選し、3期務める。3期目途中の1989年の東大阪市長選挙に立候補して当選し、3期務めた。3期目途中の1998年、不正に健康保険証を取得したとして詐欺罪、電磁的公正証書原本不実記載罪、健康保険法違反の容疑で逮捕され、市長を辞職した。裁判では執行猶予付きの有罪判決が確定した。2005年死去。

## 栄典
- 1991年 - 藍綬褒章